# 折原純子
折原 純子（おりはら じゅんこ、1962年4月19日 - ）は、日本のAV女優。

## 略歴・人物
2004年頃にAVデビュー。新日本プロジェクト所属。
熟女には珍しくスレンダーな肢体、透き通るような白い肌と微美乳、可憐な容姿で一躍人気女優となる。
2025年芸名を志田小夏に変更。1月30日センタービレッジ「初撮り 六十路妻ドキュメント」で約20年ぶりにカムバックを果たす。

## 出演作品

### アダルトビデオ
・わいふvol.7貞淑マダム、暴かれた性癖!!（発売日不明、アテナ映像）
- お姉さんがしてあげるEX 熟女のまごころ　（2004年1月21日、レイディックス）
- 熟女ドール中出し　（2004年5月13日、センタービレッジ）
- 母親失格　（2004年6月3日、センタービレッジ）
- 近親相姦　（2004年7月5日、センタービレッジ）
- 四十路 完熟母婦　（2004年7月27日、センタービレッジ）
- 隣の奥さんに甘えたい 16　（2004年9月25日、シー・ツー・コーポレーション）…オムニバス作品　他出演:岡田裕美、柿崎サリナ、藤しおり、りりか、片桐夕輝
- 喪服淫母 亡夫の息子と欲望のおもむくままに…　（2004年7月1日、レイディックス）
- 真珠夫人たちの告白 拾七　（2004年10月1日、レイディックス）
- 3P.4P当たり前!! 熟女乱姦　（2004年10月20日、ネクストイレブン）…オムニバス作品　他出演:杉本蘭、山本さき 他
- 親友の綺麗なお母さん 生中出し強制輪姦調教　（2004年10月21日、SODクリエイト）
- どすけべ 本物 シロガネーゼ　（2004年11月4日、ディープス）
- 新・母子相姦 母と息子の近親相姦　（2004年12月10日、ルビー）
- 四十路マダム 5　（2005年1月22日、クリスタル映像）…オムニバス作品　他出演:松木さやか、風間亜矢子、林千登世、中条舞、岬曜子
- 近親相姦 母子偏愛　（2005年6月25日、マドンナ）
- 美熟女ソープ天国 3　（2005年7月15日、アリスJAPAN）…共演:七海りあ、松葉まどか
- 超A級 美惑のマダム　（2005年9月16日、ルビー）
- コスプレ熟女　（2005年9月16日、アリスJAPAN）…オムニバス作品　他出演:椎名まゆみ、立花優、倖田李梨、渋谷歩美
- 近親相姦シリーズ 母の誘惑に戸惑う息子　（2005年10月15日、ドリームステージエンタテインメント）
- 未亡人中出し　（2005年11月25日、ドリームステージエンタテインメント）
- 社宅マンションの妻たち　（2005年12月25日、マドンナ）…共演:松木さやか、美月ゆう子

他